# Александровка (Коростенский район)
Алекса́ндровка (укр. Олександрівка) — село на Украине, основано в 1930 году, находится в Коростенском районе Житомирской области.
Код КОАТУУ — 1822384103. Население по переписи 2001 года составляет 9 человек. Почтовый индекс — 11566. Телефонный код — 4142. Занимает площадь 0,22 км².

## Адрес местного совета
11566, Житомирская область, Коростенский р-н, с. Новина, ул. Центральная, 24